# Jamie Elson
Jamie Elson (Leamington Spa, 23 mei 1981) is een professioneel golfer uit Engeland.
Jamie is de zoon van golfer Pip Elson en studeerde van 1998 tot 2002 aan de Staatsuniversiteit van Augusta. Op de Amateur Order of Merit stond hij in 2001 op de 2de plaats zodat hij gevraagd werd voor het Walker Cup-team, dat de Verenigde Staten met 15-9 versloeg.

## Amateur

### Teams
- Palmer Cup: 2000 (winnaars)
- Walker Cup: 2001
- St Andrews Trophy: 2002 (winnaars)
- Eisenhower Trophy: 2002

## Professional
Elson werd in maart 2003 professional en had toen handicap +3. Zijn eerste toernooi was de Dubai Desert Classic, waar hij de cut haalde. Al na een paar weken won hij het Challenge Open in Finland, daarna haalde hij nog enkele top-10 plaatsen en aan het einde stond hij op de 10de plaats van de Order of Merit. Zo promoveerde hij naar de Europese PGA Tour.
In 2009 moest hij terug naar de Tourschool, maar hij haalde in de 'Final Stage' de 15de kaart zodat hij in 2010 op de Europese Tour speelde.

### Gewonnen
- 2003: Volvo Fins Open met -24